# Abdallah Elias Zaidan
Abdallah Elias Zaidan ML (* 10. März 1963 in Qusayba, Libanon) ist Bischof der Eparchie Our Lady of Lebanon in Los Angeles.

## Leben
Abdallah Elias Zaidan trat der Ordensgemeinschaft der Kongregation der libanesisch-maronitischen Missionare bei und legte am 26. September 1984 die ewige Profess ab. Zaidan empfing am 20. Juli 1986 das Sakrament der Priesterweihe.
Am 10. Juli 2013 ernannte ihn Papst Franziskus zum Bischof der Eparchie Our Lady of Lebanon in Los Angeles. Die Bischofsweihe spendete ihm der Maronitische Patriarch von Antiochien und des ganzen Orients, Béchara Pierre Kardinal Raï am 28. September desselben Jahres. Mitkonsekratoren waren sein Amtsvorgänger Robert Joseph Shaheen und der Erzbischof von Antelien, Camille Zaidan.